# Melampophylax polonicus
Melampophylax polonicus là một loài Trichoptera trong họ Limnephilidae. Chúng phân bố ở miền Cổ bắc.